# باشگاه فوتبال بتنال گرین یونایتد
باشگاه فوتبال بتنال گرین یونایتد (به انگلیسی: Bethnal Green United FC) یک باشگاه فوتبال در شهر بتنال گرین، کشور انگلستان است که در سال ۲۰۰۰ میلادی تأسیس شده‌است.